# NGC 6827
NGC 6827 في الفهرس العام الجديد، هي مجرة، تقع في كوكبة الثعلب. اكتشفت في 16 أكتوبر 1878 بواسطة إدوارد ستيفان.

## روابط خارجية
- NGC 6827 على موقع ويكي سكاي: DSS2, SDSS, GALEX, IRAS, Hydrogen α, X-Ray, Astrophoto, Sky Map, Articles and images